# المساعدات الهندية الخارجية
المساعدات الهندية الخارجية هي المساعدة التي تقدمها الحكومة الهندية للحكومات الأخرى. يتم تقديم الكم الكبير من المساعدات الخارجية الهندية إلى البلدان المجاورة.
أفادت ديفكس، وهي مؤسسة اجتماعية أمريكية، في عام 2013 أن الهند أنفقت مليار دولار أمريكي على المساعدات الخارجية في 2012-2013. ومنذ عام 2009 زادت المساعدات الخارجية حوالي 3.2 مرة سنويًا. وفي عام 2017، أعلنت الحكومة أن الهند كانت مانحًا صافًا في 2015-2016.

## الإحصاء
| عام     | كمية دولار أمريكي (بالمليون) | مصدر  |
| ------- | ---------------------------- | ----- |
| 2009-10 | 442                          | ديفكس |
| 2010-11 | 563                          | ديفكس |
| 2011-12 | 646                          | ديفكس |
| 2012-13 | 1،020                        | ديفكس |

## البنية التحتية
قامت الهند بتمويل مشاريع بنية تحتية مختلفة في بلدان مختلفة.
في أفغانستان، بدأ بناء سد سلمى (يسمى الآن سد الصداقة الأفغانية الهندية) في عام 1976 ولكن تم إيقافه بسبب عدم الاستقرار السياسي. استأنف المشروع العمل في عام 2014 وافتتح السد في عام 2016. كانت أموال الهند للسد ما يقرب من 290-300 مليون دولار.
قامت الهند بتمويل العديد من محطات الطاقة الكهرومائية في نيبال مثل Pardi وTrishuli وDevighat. واعتبارًا من 2014، وفي إطار الاستثمار الأجنبي المباشر، تخطط الهند لتمويل مشروعين لتوليد الطاقة المائية في أعالي كارنالي وأرون الثالث.

## مساعدات أخرى
بصرف النظر عن المساعدات المالية، قدمت الهند أيضًا المساعدة من حيث القوى العاملة والإمدادات الأخرى إلى البلدان المحتاجة التي ضربتها كوارث. فبعد إعصار كاترينا في عام 2005، قدمت طائرات سلاح الجو الهندي 25 طنًا من إمدادات الإغاثة في قاعدة ليتل روك الجوية في أركنساس. وقدمت دعمًا مماثلًا بعد زلزال سيتشوان 2008 في الصين.